# УМПБ Д-30
УМПБ Д-30 (скор. від рос. «унифицированный междувидовый планирующий боеприпас») — російська планерна авіабомба, створена на основі на ФАБ-250. Орієнтовна дальність застосування УМПБ Д-30СН складає близько 90 км.
Боєприпас є спробою Росії створити дешевший аналог своїх більш складних ракет, таких як Гром-1Э, та західних високоточних бомб, типу GBU-39 SDB.

## Опис
Маса вибухівки – 99 кг. Використовує приймач супутникових сигналів «Комета».
У деяких джерелах стверджується що вони дооснащенні, крім крил, ще й реактивними двигунами.
Носіями УМПБ Д-30СН є фронтові бомбардувальники Су-34, а також Су-30 та Су-35.

## Застосування
Російські війська активно використовують УМПБ Д-30СН для ударів по українських містах, включно з Харковом, Сумами, Херсону та Запоріжжю.
Вперше в російсько-українській війні УМПБ Д-30 був застосований по Мирнограду[коли?].
27 березня 2024 року Росія вперше вдарила по Харкову УМПБ Д-30.
08 березня 2025 року Росія вдарила по Дружківці УМПБ Д-30